# Slobodan Milošević
Slobodan Milošević (serbisk: Слободан Милошевић, født 20. august 1941 i Požarevac, Den Socialistiske Føderale Republik Jugoslavien, død 11. marts 2006 i Haag, Holland) var en serbisk politiker, der spillede en central rolle i både Serbien og Jugoslavien.

## Liv indtil 1990
Slobodan Milošević' familie stammede fra Montenegro. Faderen Svetozar Milošević (Светозар Милошевић) var uddannet som ortodoks præst, men arbejdede som lærer; han vendte tilbage til Montenegro efter 2. verdenskrig og begik selvmord i 1962. En onkel til Slobodan Milošević havde begået selvmord allerede i 1948.
Slobodan Milošević og hans storebror blev opdraget af moderen, Stanislava (Станислава), der var lærer og kommunistisk aktivist. Også hun begik selvmord, men en del år senere, i 1972. Nogle har sagt at hun følte sig svigtet af sine sønner.

### Ungdom
Slobodan Milošević var i skoletiden meget arbejdsom og overordentlig korrekt påklædt; han interesserede sig ikke for sport. Han dannede fra skoletiden par med Mirjana (Mira) Marković (Мирјана 'Мира' Марковић), som var i familie med en fremtrædende serbisk politiker, Draza Marković. Senere blev han gift med hende; efter mange udsagn at dømme var de meget knyttet til hinanden.
Mange iagttagere mener at den ambitiøse Mira Marković udøvede stor indflydelse på Milošević, og at det ofte var hende, der ansporede ham til at følge en bestemt politisk linje.

### Ivan Stambolić
Milošević kom i studietiden i forbindelse med en anden fremtrædende politisk familie, Stambolić-familien, og bekendtskabet med den senere serbiske præsident Ivan Stambolić (Иван Стамболић)viste sig at være gavnligt for karrieren. (Ivan Stambolić var i øvrigt forlover ved Slobodan Milošević' og Mira Marković' bryllup). I nogen tid tog Ivan Stambolić nærmest Slobodan Milošević på slæb, som nød godt af at være VIP’et. I Jugoslavien havde forkortelsen VIP en særlig betydning – her kunne det nemlig betyde Veza i Protekcija (Веза и Протекција); forbindelser og beskyttelse.

### Tidlig karriere
Slobodan Milošević studerede jura og var samtidig engageret i politisk arbejde; han tog sig særligt af ideologiske opgaver og blev opfattet som en kommunistisk hardliner. Efter kandidateksamen i 1964 og nogle år som medarbejder i Beograds bystyre fulgte Milošević efter Ivan Stambolić til firmaet Technogas. I 1973 blev Milošević chef for firmaet. I 1978 blev han direktør for den serbiske bank Beobanka (Beogradska Banka / Београдска Банка)), en post han havde frem til 1983. Han har i den forbindelse bl.a. besøgt USA. Slobodan Milošević var som teknokrat meget skeptisk over for den økonomiske politik man førte i 1980'erne; han ønskede en opstramning for at imødegå krisetendenserne, den høje inflation, gældsproblemerne, manglen på effektivitet i virksomhederne og den store arbejdsløshed.

### Politiske hverv
Ivan Stambolić var i 1984 blevet formand for centralkomitéen i Serbiens kommunistparti og fik samme år Milošević med sig som leder af Beograds partiafdeling. I 1986 blev Ivan Stambolić serbisk præsident og Milošević efterfulgte ham som serbisk partiformand.

### Kosovo
Milošević blev kaldt til et møde i Kosovo Polje i april 1987 for at drøfte forholdene i Kosovo; det blev sagt at den Kosovo albanske politiske ledelse og det albanske befolkningsflertal undertrykte den serbiske minoritet. Egentlig havde en kreds af serbere og montenegrinere omkring Momir Bulatović (Момир Булатовић), senere premierminister for den jugoslaviske regering, bedt Ivan Stambolić (på dén tid serbisk præsident) om at komme, men han frabad sig og opfordrede Milošević til at tage af sted i stedet.
At der skulle ske noget under mødet synes at have været klart. Én af de serbiske arrangører, Miroslav Šolević (Мирослав Шолевић), hævdes eksempelvis at have sørget for at der var en vognfuld sten som de serbiske demonstranter kunne bruge som kasteskyts.
Der udbrød så kraftige tumulter mellem politi og demonstranter at Milošević afbrød sit møde, kom ud og sagde de bekendte ord om ikke at slå på folket. Disse ord gav genlyd, især fordi de blev gentaget gang på gang i serbisk TV. De var med til at vise at hér var en mand som forstod at tale serbernes sag.
I 1989 var det 600 års-dagen for Slaget på Kosovo-sletten og Milošević holdt som serbisk præsident en mindetale for omkring en million tilhørere. Talen blev i de følgende år stærkt diskuteret; mange har set den som en nationalistisk opsang, nogle har set den som en opfordring til at sætte sig ud over nationale uoverensstemmelser.

### Omstrukturering af parti og stat
Senere var Milošević med til at arrangere en "intern oprydning", som førte til at præsident Ivan Stambolić måtte gå af. Milošević blev valgt som præsident for Serbien 8. maj 1989, fik indført en ny forfatning i september 1990, blev genvalgt som serbisk præsident i december 1990 og igen i december 1992. Juli 1997 blev han valgt som jugoslavisk præsident for perioden frem til 2001.
I 1990 blev kommunistpartiet (Den Serbiske Kommunist-Liga) og Den Socialistiske Alliance af Arbejdere slået sammen til Det Serbiske Socialistparti (Социјалистичка Партија Србије, СПС / Socijalistička Partija Srbije, SPS), og Milošević blev formand.

## Som statsleder (1990-2000)
Dette afsnit mangler indhold.

### Afgang som premierminister
Efter krigen i Kosovo i 1999 var der mange politiske skærmydsler. Oppositionspartierne havde svært ved at enes, og dette røre benyttede Milošević til via mellemmænd at udskrive valg til posten som præsident for Jugoslavien (dvs. for statsforbundet mellem Serbien og Montenegro). Tingene gik dog ikke helt som forudset, og det stod klart at juristen Vojislav Koštunica (Војислав Коштуница) havde vundet valget, selv om Milošević og hans støtter først ikke ville acceptere det.
Nogle af oppositionspartierne arrangerede en stor demonstration 6. oktober 2000, der endte i et angreb på det serbiske parlament i Beograd. Hverken hæren eller politiet trådte for alvor til for at støtte Milošević, givetvis fordi man i ledelserne mente at Milošević ikke alene havde tabt formelt, men også reelt. Urolighederne førte til at Milošević gav op, dels fordi han indså at han ikke havde støtte til at fortsætte, dels for om muligt at sikre sig en vis velvilje fra efterfølgerne.
Det senere serbiske valg i slutningen af december 2000 førte til at sociologen Zoran Đinđić (Зоран Ђинђић) dannede en koalitionsregering.

## Krigsforbryderprocessen

### Udlevering
Efter langvarigt pres fra bl.a. USA, besluttede de serbiske myndigheder at fængsle Milošević den 1. april 2001, men man fulgte dog ikke straks de ydre krav om at udlevere ham til Det internationale tribunal til pådømmelse af krigsforbrydelser i det tidligere Jugoslavien, bl.a. fordi forbundspræsident Koštunica, i det mindste på dét tidspunkt, fandt en udlevering juridisk problematisk. Udleveringen skete først et par måneder senere og ironisk nok på samme dag som Slaget på Solsortesletten i 1389 og for én af Milošević' vigtigste taler, talen på Solsortesletten i 1989, nemlig 28. juni 2001. Udleveringen skete i et militært samarbejde mellem serbiske myndigheder og engelske tropper.

### Processen
Slobodan Milošević havde, da han blev udleveret, længe været sigtet af det internationele krigsforbrydertribunal, først ved anklageren Louise Arbour, senere Carla del Ponte, men sagen kunne ikke påbegyndes før Milošević var blevet udleveret. Ved Milošević' død havde anklagemyndigheden fremlagt anklageskrifterne, afhørt vidner og opsummeret, og Milošević var i færd med forsvar og vidneafhøringer.
Sagen var meget kompleks, da den omhandlede mange forskellige forhold i Kroatien, Bosnien-Hercegovina og Kosovo, og sagen er flere gange flere forsinket i kortere og længere tid på grund af Milošević' dårlige helbred. Milošević var i Kosovo-sagen sigtet for forbrydelser mod menneskeheden og krigsforbrydelser (crimes against humanity og violations of the laws or customs of war).
Selv om Milošević var tydeligt svækket insisterede han på selv at føre sit forsvar, og dette lykkedes han med ved stor stædighed og argumentationskraft.
Forsvaret var i det grundlæggende mere politisk end egentlig juridisk og meget energisk, undertiden aggressivt og stridslystent.
Det var på grundlag af sagsforløbet tænkeligt at han ville være blevet dømt på nogle af de punkter han var sigtet, men da anklagemyndigheden ikke i alle tilfælde syntes at have dokumenteret et direkte ansvar for forbryderiske handlinger, ville det muligvis ske på grund af et indirekte ansvar som politisk leder (med skiftende roller), herunder for ikke i rimelig grad at have sikret sig imod at hans undergivne forbrød sig.
Én af sigtelserne vedrørte en formentlig massakre i Račak (Рачак) (albansk: Raçak) i Kosovo i begyndelsen af 1999, der havde meget stor propagandistisk betydning for USA m.fl., der stod bag NATO-interventionen. Det forekommer ud fra ligsynsmaterialet sandsynligt at der er sket en massakre, men de nærmere omstændigheder er ikke klarlagt, og derfor ville det være meget vanskeligt, muligvis umuligt, at dokumentere at netop Milošević havde været ansvarlig.

## Død
Slobodan Milošević blev fundet død på sin seng i sin celle i Haag 11. marts 2006. Det internationale tribunal til pådømmelse af krigsforbrydelser i det tidligere Jugoslavien oplyste dagen efter at Milošević ifølge en foreløbig obduktionsrapport var død af et hjertetilfælde. Det blev straks efter diskuteret om dødsfaldet helt eller delvist kunne være fremkaldt af Milošević selv, eftersom der (tidligere) havde været spor af medicin i hans blod, der ikke var ordineret af de officielt udpegede læger.
Nogle af Milošević' tilhængere mente, at tribunalet var ansvarlig for dødsfaldet, fordi man havde nægtet ham at få lægebehandling i Rusland. Ifølge den ledende anklager ved tribunalet, Carla del Ponte, kunne man give Milošević den nødvendige behandling i Haag.
I den vestlige verden har ledende politikere udtalt at Milošević var en krigsforbryder, og at han var hovedansvarlig for de mange grusomheder, der blev begået i det tidligere Jugoslavien i 1990'erne; mange har beklaget at der nu ikke vil blive afsagt en dom. I Serbien var meningerne delte.
Milošević blev lørdag 18. marts 2006 begravet i sin hjemby, Požarevac, i Serbien, noget sydvest for Beograd. Familien overvejede i dagene umiddelbart efter dødsfaldet at begrave Milošević i Moskva, hvor enken Mira Marković og sønnen Marko Milošević (Марко Милошевић) opholdt sig for at undgå retsforfølgelse i Serbien.
Den serbiske præsident, Boris Tadić (Борис Тадић), udtalte kort efter dødsfaldet at Milošević ikke ville få en statsbegravelse i Serbien. Det radikale parti, der er stærkt nationalistisk og som udgør en del af det parlamentariske grundlag for Vojislav Koštunicas regering, krævede derimod en officiel begravelse. Det så den 15. marts 2006 ud til at man kunne nå en forståelse mellem Milošević' familie og de serbiske myndigheder om, at Mira Marković kunne deltage i begravelsen mod at aflevere sit pas og mod at stille i retten i slutningen af marts, men hun ønskede uhindret at kunne forlade Serbien igen, og dermed faldt forståelsen til jorden. Ingen af Milošević' nærmeste deltog.
Milošević' lig kom til Beograd 15. marts 2006, og der blev i dagene fra torsdag 16. marts 2006 arrangeret en uofficiel lit-de-parade på Revolutionsmuseet i Beograd. Omkring 50.000 skønnes at have været til stede i Beograds centrum den 18. marts før liget blev transporteret til Požarevac. Betydeligt flere deltog i sin tid da premierminister Zoran Đinđić blev begravet efter et attentat 12. marts 2003. Zoran Đinđić var dén der foranstaltede udleveringen af Milošević til krigsforbrydertribunalet i 2001.
Hverken de serbiske myndigheder eller nogle udenlandske stater var repræsenteret ved begravelsen dér, derimod mange af byens borgere. Blandt deltagerne var den amerikanske jurist, tidligere statsadvokat Ramsey Clark, der tidligere er gået i brechen for Milošević.
5. april 2006 udsendte den offentlige anklager i Haag en officiel meddelelse om at undersøgelser, herunder tosikologiske undersøgelser, viste at Milošević var død en naturlig død af hjertestop. Der var i december 2005 fundet ikke-ordinerede lægemidler i hans celle og i hans krop, antibiotikummet Rifampicin, men ved den tosikologiske undersøgelse var der ikke spor af dette medikament eller af andre ikke-ordinerede medikamenter. Derimod var der spor af ordinerede medikamenter, men ikke i en styrke, der kunne have fremprovokeret dødsfaldet.
31. maj 2006 offentliggjorde krigsforbrydertribunalet en rapport om Milošević' død, der var udarbejdet af dommer K.H. Parker. Rapporten bekræfter meddelelsen fra den offentlige anklager i Haag, både med hensyn til dødsårsagen og med hensyn til at Milošević tidligere har indtaget ikke-ordinerede lægemidler. Det anføres tillige at Milošević ikke altid fulgte de givne lægeråd. En russisk læge, professor Bockeria fra Moskva, har fremført (siges det) at Milošević burde have været opereret. De læger, som tribunalet anvendte, var ikke af samme opfattelse; de mente ikke, at en operation var fornøden. Efterfølgende har de sagt, at de ikke mente, at en operation ville have kunnet forhindre dødsfaldet.

## Bedømmelser af Milošević
Forskellige der har mødt præsident Milošević har beskrevet ham som én der ikke slappede af, men også som meget rolig og ærdeles agtpågivende. Han var interesseret i andre mennesker, men kun så længe de kunne "bruges". Han blev anset for at være en meget dreven forhandler og taktiker når de grundlæggende rammer var lagt. Han var langt mere teknokraten der stræbte efter at rydde op og at effektivisere end ideologen og strategen, der udviklede nye og grundlæggende idéer og koncepter.
Nogle mente at Milošević blev drevet af magtbegærlighed og at hans mere nationalistiske synspunkter, som først blev udtrykt fra 1987, var "påklistrede".
Ivan Stambolić har sagt at der var mange fejl og mangler i Milošević' daværende viden om forholdene i Kosovo, og at Milošević heller ikke havde udvist nogen særlig interesse for forholdene dér. Dét er tænkeligt, selv om det næppe kan forklare ret meget om ham som politiker. Måske forholder det sig sådan at Milošević har ment noget om Kosovo længe før han skulle sige noget, men generelt kan det konstateres at han sjældent har udtrykt noget der ikke var velovervejet og var tillagt en vis form for politisk-taktisk bæredygtighed og funktion.

### Carl Bildt
Carl Bildt, der gennem flere år har arbejdet intensivt med Balkan-problemer, har beskrevet Milošević i tiden omkring Dayton-forhandlingerne i sin bog Uppdrag Fred som meget begavet og dreven. Han glemte ikke vigtige detaljer. Han var parat til at gå til stregen, men gav sig hvis presset var stort nok og hvis der ikke var andet at gøre. Når alt kom til alt var han den store taber og en belastning for det serbiske samfund, skrev Bildt.
Efter Bildts opfattelse blev Milošević ikke drevet af en egentlig politik, men af at holde sig ved magten. Det er der givetvis en hel del om, men han havde formentlig en idé om at netop han var nødvendig for at sikre Serbien.
Carl Bildt fortæller at Milošević personligt kunne være overordentlig charmerende og udfolde evner som imitator af nogle af de fremtrædende personer han havde forhandlet med.

### Thomas Hjortsø
Thomas Hjortsø så i sin bog Alt er muligt på Balkan et særligt mønster i Milošević' politik, både når det gjaldt konflikterne og den økonomiske styring. En særlig selvmorderisk tendens fra Milošević' familie, så at sige.
Bjørn Andersen bemærkede i en anmeldelse (i 2000) at gener og psyke naturligvis spillede en rolle, men at det måtte betvivles at biologi og psykologi kunne forklare serbisk politik eller Milošević' adfærd.
En leder med en anden psykisk og familiemæssig baggrund ville formentlig prøve at gøre noget andet end præsident Milošević, men det var ikke sikkert at han ville have sluppet godt fra at gøre noget ganske andet, for uanset hvem der sad ved roret så var lederen bundet af de økonomiske, sociale, politiske og ideologiske omstændigheder der hersker, herunder også af at der var (og er) mange serbere, der er meget påvirket af forskellige historiske og politiske forestillinger, og af at langt de fleste serbere på dén tid mente at Kosovo var serbisk område og derfor ikke måtte opgives.
Men endelig var det sådan at Milošević netop ikke førte nogen selvmorderisk kamp igennem i Kosovo i 1999. Han bidrog til at holde krigen inden for "ringen": serbiske styrker og paramilitære optrådte kun i Kosovo og i Serbien, man forsøgte sig ikke med aktioner eller terrorhandlinger andetsteds. Endelig stoppede han på et ganske bestemt tidspunkt, da han nemlig blev overbevist om at en fortsættelse ville forringe situationen alvorligt. Så nøje kalkulerende handler en politisk selvmorder vel ikke?
Præsident Milošević var ikke en diktator i »traditionel« forstand, men én der ønskede at besidde magten fordi han så sig selv som den eneste der kunne sikre eller redde dét der overhovedet kunne sikres. Han så sig selv som dén der skulle binde alle modsætningerne sammen og søgte derfor altid efter det bedste kompromis der passede med hans teknokratiske forståelse af Serbiens politiske muligheder.
Det er karakteristisk at præsident Milošević har forsøgt at binde enderne sammen ved at have Vojislav Šešelj og Vuk Drašković – meget forskellige politikere, men begge nationalister – med i henholdsvis den serbiske og den jugoslaviske regering og ved at undertrykke oppositionen i militæret.

## Eksterne kilder og henvisninger
- Bjørn Andersen: Albansk navnebog 2000
- Bjørn Andersen: Albansk Almanak 2000
- Bjørn Andersen: Albansk Almanak 2001
- Sagsregister, Det internationale krigsforbrydertribunal for det tidligere Jugoslavien